# سویازشک
سویازشک (انگلیسی: Sviyazhsk) یک مکان مسکونی (یک روستا) در تاتارستان، روسیه است که در هم‌ریزگاه رود ولگا و رود سویگا قرار دارد. این مکان اغلب به عنوان یک جزیره شناخته می‌شود، از زمانی که در سال ۱۹۵۵ مخزن سد کویبیشف در پایین‌دست تولیاتی ساخته شد، اما در حقیقت از طریق یک causeway به سرزمین اصلی متصل است. در سال ۲۰۱۷، کلیسای جامع رستاخیز و صومعه رستاخیز سویازشک به فهرست یونسکو میراث جهانی اضافه شدند.

## تاریخچه
سویازسک در سال ۱۵۵۱ به عنوان یک استحکامات تأسیس شد که در مدت چهار هفته از قطعات ساخته‌شده در اوگلیچ ساخته و از طریق رود ولگا به محل منتقل شد. این مکان در زمان محاصره قازان (۱۵۵۲) به عنوان یک پایگاه نظامی برای نیروی زمینی امپراتوری روسیه مورد استفاده قرار گرفت.
از قرن ۱۸، سویازسک به عنوان یک مرکز آویزد خدمت کرد. در ۱۹۲۰–۱۹۲۷، این مکان مرکز کانتون (تقسیمات کشوری) سویازسک بود؛ در ۱۹۲۷–۱۹۳۱ به عنوان مرکز اداری منطقه سویازسک عمل می‌کرد. در سال ۱۹۳۲، وضعیت آن به روستا کاهش یافت.

## امکانات
در سویازسک یک مدرسه و یک باشگاه وجود دارد، همچنین دیر مرتبط با نام مکاریوس اونزا نیز در این مکان قرار دارد. ایستگاه راه‌آهن سویازسک در فاصله ۶ کیلومتر (۳٫۷ مایل) غرب جزیره واقع شده است و از طریق یک جاده به سویازسک اصلی متصل است که از روی یک causeway عبور می‌کند. راه دیگر برای رسیدن به سویازسک، استفاده از کشتی از بندر قازان است. در تابستان هر روز ساعت ۰۸:۳۰ یک کشتی سریع از اسکله ۸ حرکت می‌کند و ساعت ۰۹:۰۰ یک کشتی کندتر حرکت می‌کند. بلیت‌ها را می‌توان در محل، نزد کاسه خریداری کرد.

## جمعیت تاریخی
- ۱۹۸۹: ۷۴۷ نفر (روس‌ها - ۶۶٪، تاتارها - ۲۷٪)[۳]
- ۲۰۰۰: ۲۵۸ نفر[۳]

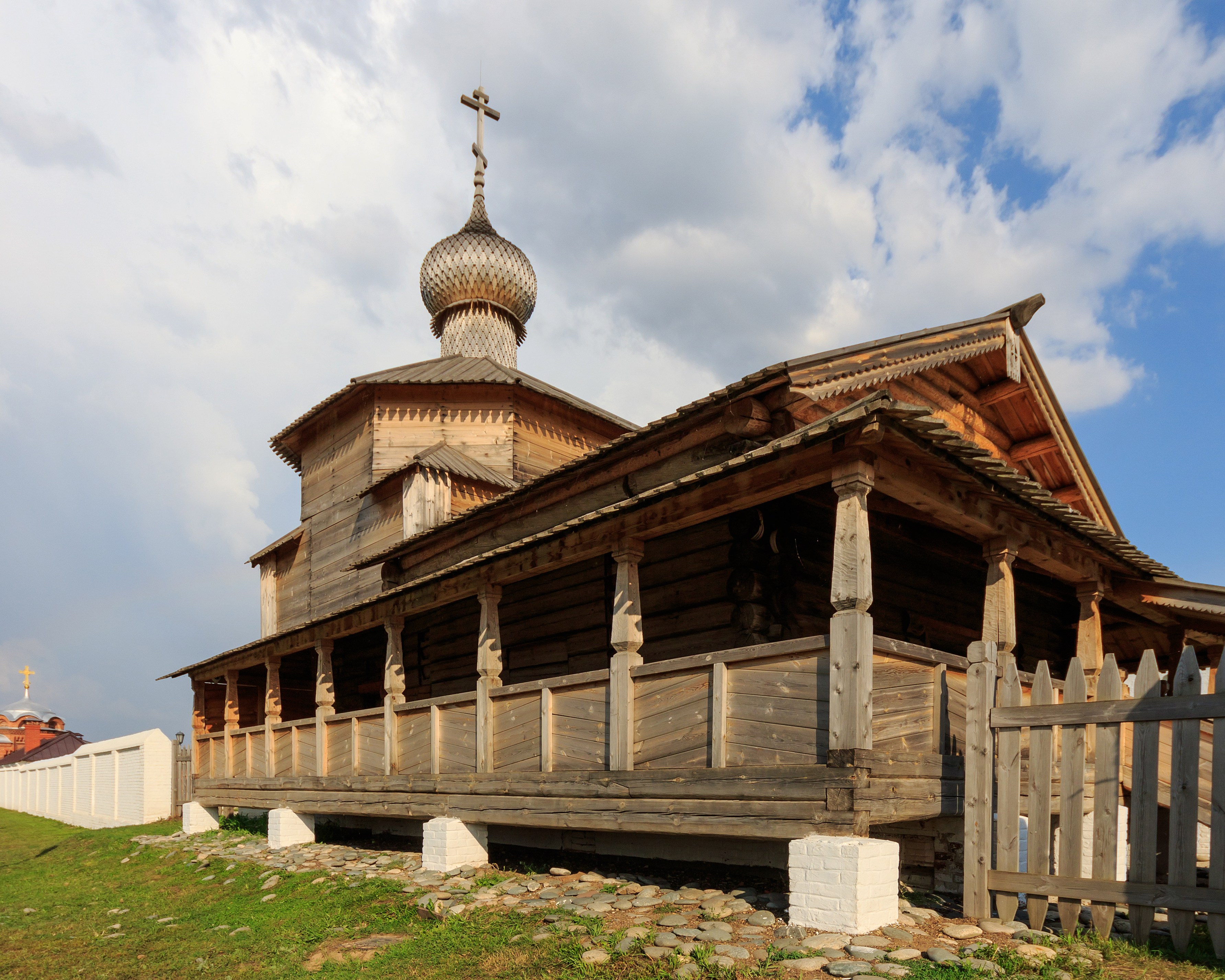
کلیسای ترینیتی
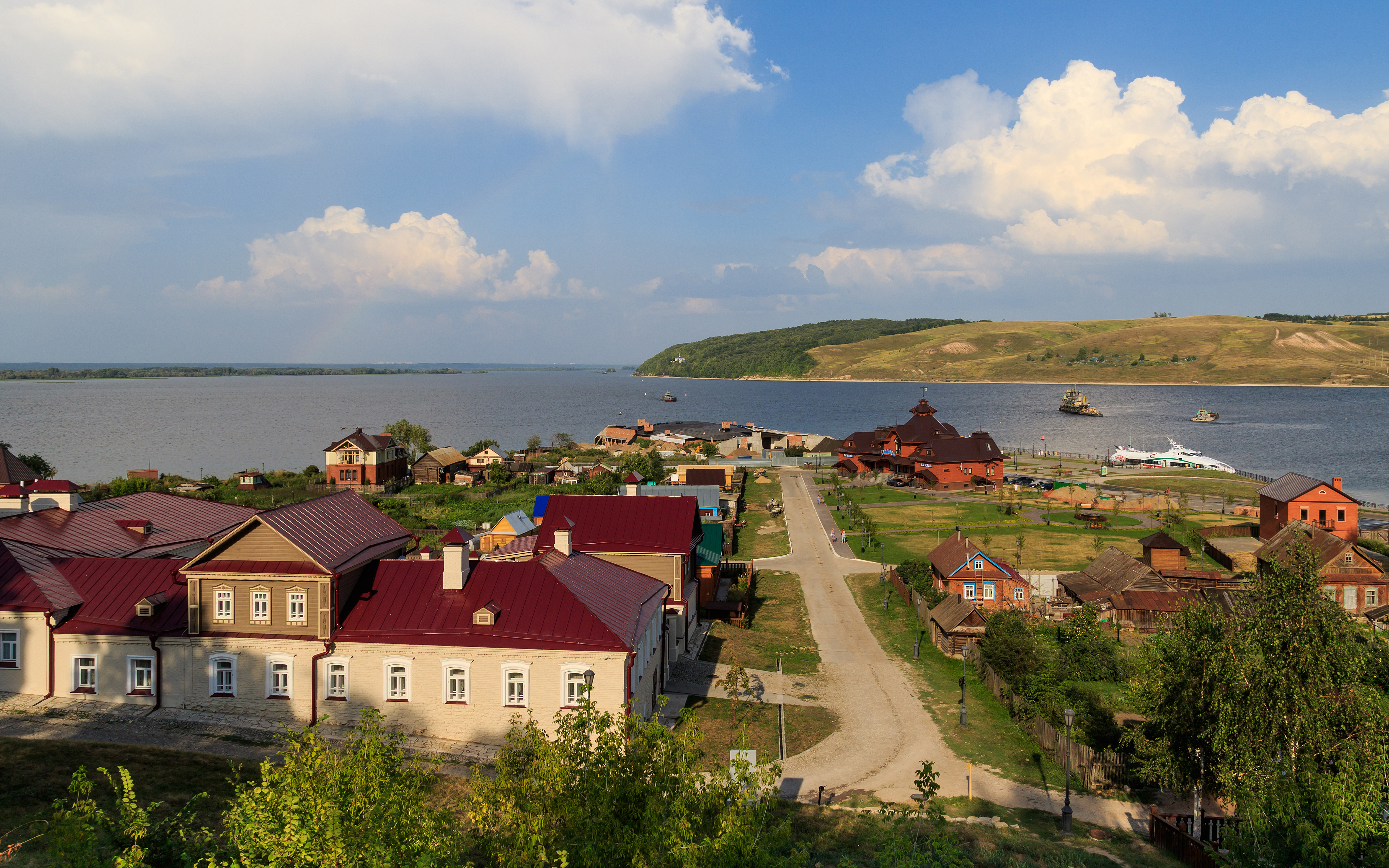
نمای به سمت اسکله
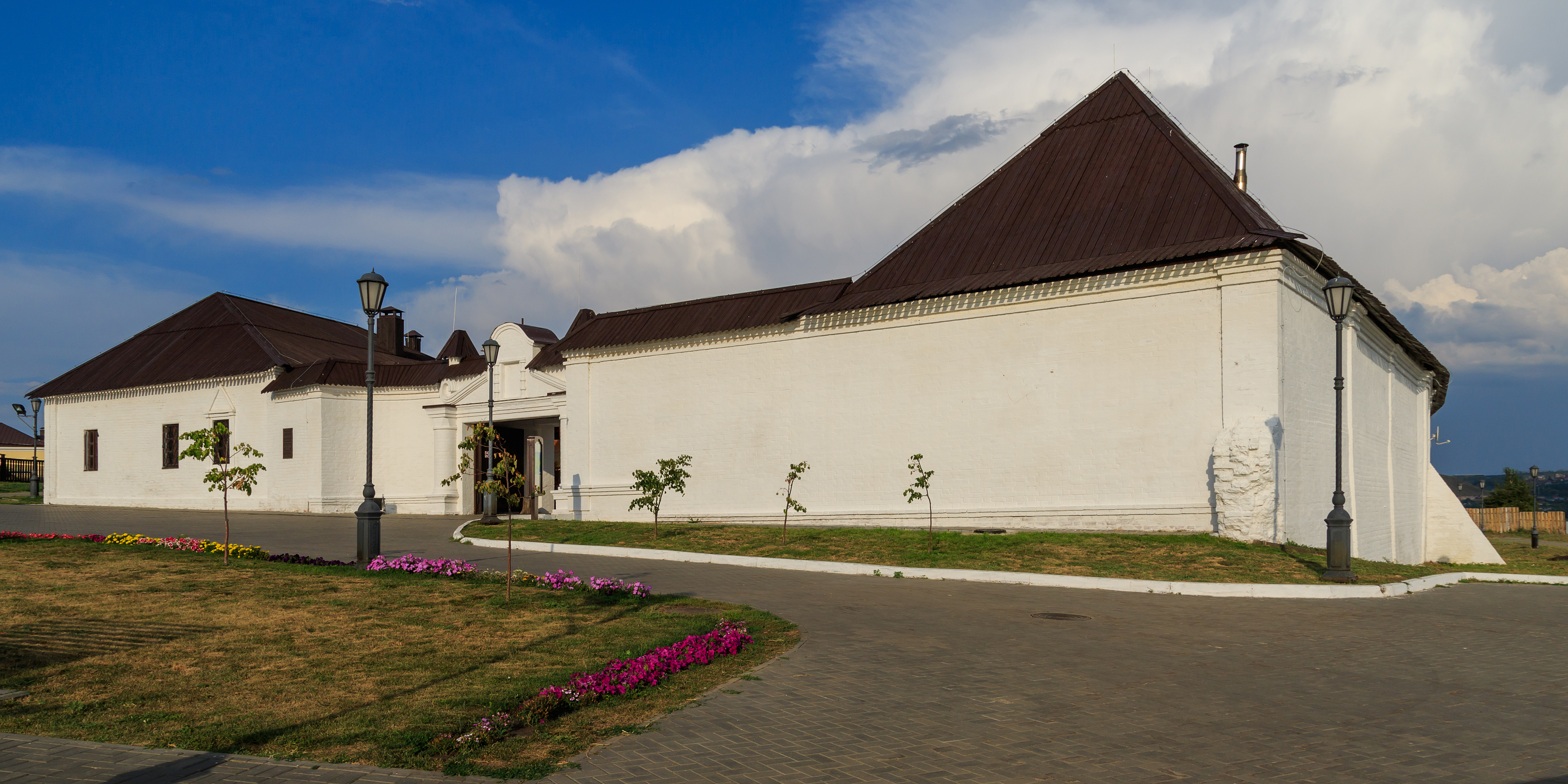
حیاط صومعه اوسپنسکی
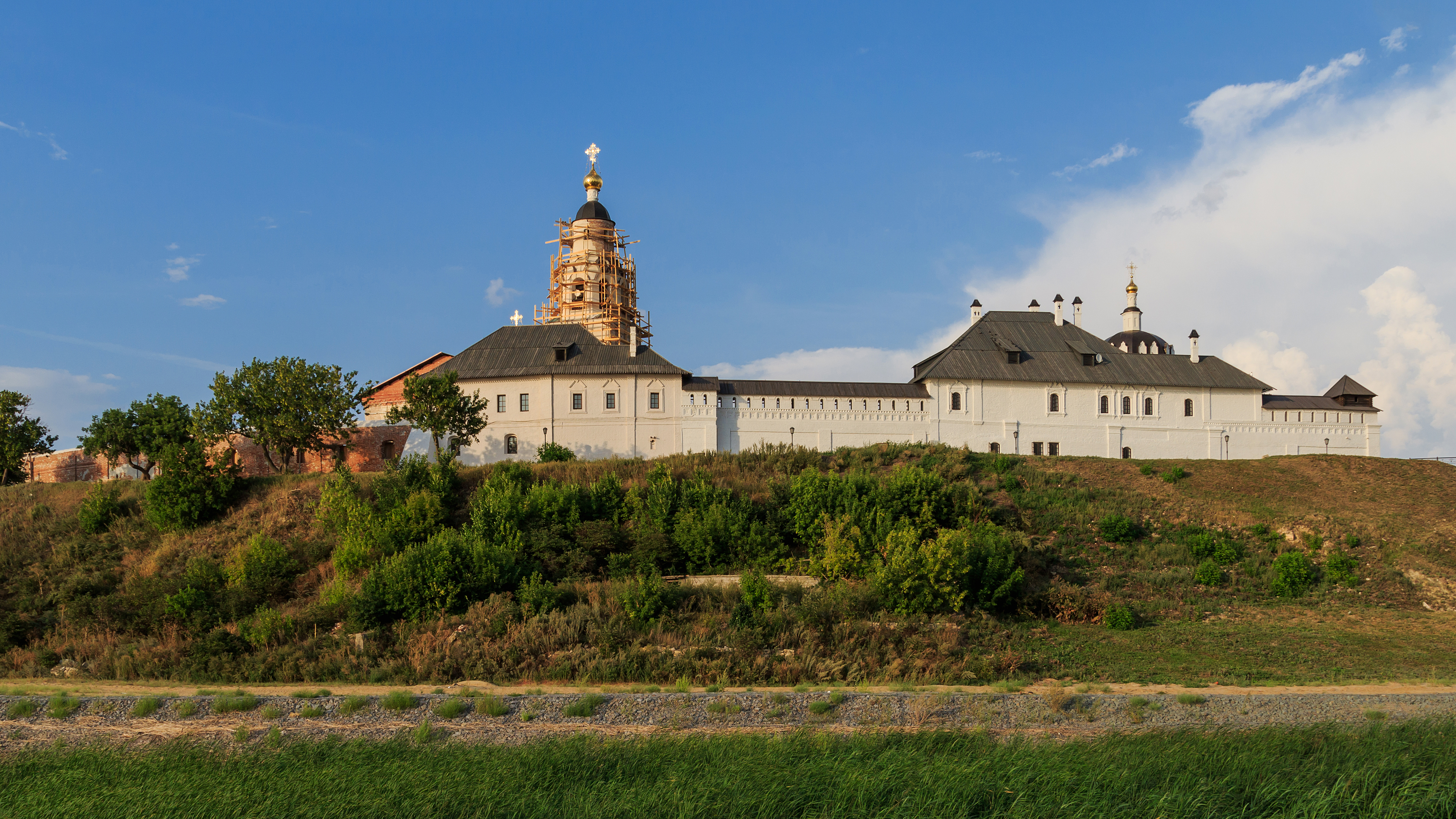
نمایی از صومعه اوسپنسکی